# Amanda Plummer
Amanda Michael Plummer (Nueva York, 23 de marzo de 1957) es una actriz estadounidense-canadiense ganadora del Emmy y del Tony.

## Biografía

### Inicios
Natural de Nueva York (Nueva York), es hija de los actores Tammy Grimes y Christopher Plummer. Plummer acudió en  Vermont al Middlebury College y tomó clases de actuación en el Neighborhood Playhouse de Nueva York.

### Carrera
Su primera película fue el western de 1981, Cattle Annie and Little Britches. Recibió una nominación a los Tony y el premio de 1981 del Theatre World por su primer papel en Broadway como Josephine, en el revival para Broadway de A Taste of Honey. En 1982 ganó el Tony por su actuación como la Hermana Agnes en la obra Agnes de Dios, su segundo papel en Broadway. Completaría su carrera teatral con The Glass Menagerie (1983), You Never Can Tell (1986) y Pygmalion (1987).
Antes de protagonizar películas, una de sus más reconocidas apariciones fue en L.A. Law (La Ley de Los Ángeles) como Alice Hackett, la retrasada novia de Benny Stulwitz, interpretado por Larry Drake, papel por el cual recibió una nominación al Emmy en 1989.
En el cine, su primer papel importante fue junto a Robin Williams en The Fisher King (1991). Sin embargo, el trabajo más recordado de Plummer es el realizado en clásico de Quentin Tarantino, Pulp Fiction (1994). Tarantino escribió la parte de los dos atracadores del restaurante especialmente para Plummer y Tim Roth. Tras este papel, Plummer ha intervenido en gran variedad de películas incluyendo The Prophecy (1995), Freeway (1996) y My Life Without Me (2003). Plummer interpretó el papel de "Wiress" en la secuela de Los Juegos del Hambre, Los juegos del hambre: en llamas en 2013.
En 2023 compuso a una increíble villana llamada Vadic, para la miniserie Star Trek: Picard.

### Vida privada
Amanda Plummer no está casada y tampoco tiene hijos.

## Filmografía (Selección)
- 1981: La leyenda de Bill Doolin (Cattle Annie and Little Britches)
- 1982: El mundo según Garp (The World According to Garp)
- 1987: Hecho en el cielo (Made in Heaven)
- 1990: Joe contra el volcán (Joe versus the volcano)
- 1991: El rey pescador (The Fisher King)
- 1992: Freejack: Sin identidad (Freejack)
- 1993: La tienda (Needful Things)
- 1994: Pulp Fiction
- 1994: Nostradamus
- 1995: Ángeles y demonios (The Prophecy)
- 1996: Sin salida (Freeway)
- 1996: El último segundo (The Final Cut)
- 1997: Hércules (Voz)
- 1997: El hada novata (A Simple Wish)
- 2000: 7 días de vida (7 days to live)
- 2002: Triggermen: perseguidos por la mafia (Triggermen)
- 2002: Ken Park
- 2003: Mi vida sin mí (My life without me)
- 2004: El aprendiz de Satanás (Satan's Little Helper)
- 2011: Dr. Ketel
- 2013: Los juegos del hambre: en llamas (The Hunger Games: Catching Fire)
- 2016: La bailarina (La danseuse)
- 2023: Star Trek: Picard